# 가나의 국장

가나의 국장

가나의 국장은 1957년 3월 4일에 제정되었다.
국장 가운데에 그려져 있는 파란색 방패 가운데에는 "성 게오르기우스의 십자" 라고도 부르는 금색 테를 두른 십자가 그려져 있으며, 십자 가운데에는 금색 영국 사자가 그려져 있다.
사자는 영국 연방의 일원인 가나와 영국과의 밀접한 관계를 의미한다.
방패 왼쪽 상단에는 칼이 그려져 있으며, 오른쪽 상단에는 바다에 세워진 성곽이 그려져 있는데, 이는 기니만의 아크라에 위치한 대통령궁을 표현한 디자인이다.
칼은 가나의 지방 정부를, 성곽은 가나의 중앙 정부를 의미한다.
방패 왼쪽 하단에는 카카오 나무가 그려져 있으며, 오른쪽 하단에는 금광이 그려져 있다.
카카오 나무는 가나의 풍요로운 농업을, 금광은 가나의 풍부한 천연 자원을 의미한다.
방패 위쪽에는 가나의 국기를 구성하는 색인 빨간색, 금색, 초록색 세 가지 색으로 구성된 구슬이 올려져 있으며, 구슬 위에는 검은색 별이 그려져 있다. 검은색 별은 아프리카의 자유를 의미한다.
국장 양쪽에는 빨간색, 금색, 초록색 세 가지 색으로 구성된 리본으로 감싸인 검은색 별을 목에 건 채로 있는 두 마리의 금색 토니독수리(학명: Aquila rapax)가 그려져 있다.
국장 아래쪽에 있는 리본에는 가나의 나라 표어인 "자유와 정의" ("Freedom and Justice") 라는 문구가 영어로 쓰여 있다.